# Hal Sutherland
Hal Sutherland foi um animador estadunidense.
Foi um dos fundadores dos estúdios Filmation junto com Lou Scheimer, famoso por desenhos animados como Tarzan, Batman e Robin e Os Super 7.
Como diretor participou do seriado "Star Trek" e de "Flash Gordon".